# 张义全
张义全（1964年1月—），河南南召人，1988年取得北京经济学院劳动经济专业经济学硕士學位，1988年7月加入中国共产党，1988年8月参加工作。曾任人力资源和社会保障部副部长。现任中央纪委国家监委驻中央办公厅纪检监察组组长。

## 生平
曾任人事部综合计划司主任科员，人事部规划财务司人员工资计划处处长，工资福利与离退休司副司长，军官转业安置司副司长，人力资源和社会保障部军官转业安置司司长，国家公务员局副局长，中共中央组织部公务员二局局长、干部五局局长。
2019年6月任人力资源和社会保障部副部长。2020年12月免去职务，改任中央纪委国家监委驻中央办公厅纪检监察组组长。